# Kiểm định chi bình phương
Trong thống kê, kiểm định chi bình phương hay kiểm tra chi-2 (đôi khi đọc là "khi bình phương") là một họ các phương pháp kiểm định giả thiết thống kê trong đó thống kê kiểm định tuân theo phân bố chi-2 nếu giả thuyết không là đúng. Chúng gồm:
- Kiểm định chi bình phương Pearson
- Kiểm định chi bình phương Yates
- Kiểm định chi bình phương Mantel-Haenszel

Dạng thống kê kiểm định thông dụng nhất là:
{\displaystyle \chi ^{2}=\sum {\frac {(\mathrm {o} -\mathrm {e} )^{2}}{\mathrm {e} }},}
Với o là dữ liệu đo đạc, e là giá trị dự đoán chính xác.
Phương pháp kiểm định chi bình phương giúp tìm ra các xu hướng có thực từ một đo đạc chứa nhiễu loạn ngẫu nhiên. Nó có thể áp dụng cho dữ liệu:
1. lấy ngẫu nhiên từ một tập hợp
2. các đo đạc là độc lập với nhau

Phương pháp này cũng kiểm tra tính độc lập thống kê và mức độ khớp của dữ liệu.